# Štefan Horný
Štefan Horný (* 13. ledna 1957, Kúty) je bývalý slovenský fotbalista, záložník. Po skočení aktivní kariéry působil jako fotbalový trenér.

## Fotbalová kariéra
V československé lize hrál za Zbrojovku Brno a Slovan Bratislava. Nastoupil ve 188 ligových utkáních a dal 15 gólů. Za reprezentační B-tým nastoupil ve 2 utkáních.

## Ligová bilance
| Ročník                                     | Zápasy | Góly | Klub              |
| ------------------------------------------ | ------ | ---- | ----------------- |
| 1. československá fotbalová liga 1975/1976 | 2      | 0    | Zbrojovka Brno    |
| 1. československá fotbalová liga 1978/1979 | 21     | 3    | Zbrojovka Brno    |
| 1. československá fotbalová liga 1979/1980 | 23     | 1    | Zbrojovka Brno    |
| 1. československá fotbalová liga 1980/1981 | 28     | 0    | Zbrojovka Brno    |
| 1. československá fotbalová liga 1981/1982 | 27     | 1    | Zbrojovka Brno    |
| 1. československá fotbalová liga 1982/1983 | 29     | 3    | Zbrojovka Brno    |
| 1. československá fotbalová liga 1983/1984 | 28     | 2    | Slovan Bratislava |
| 1. československá fotbalová liga 1984/1985 | 30     | 5    | Slovan Bratislava |
| CELKEM                                     | 188    | 15   |                   |

## Trenérská kariéra
Jako trenér vedl Tatran Prešov, Artmédii Bratislava, FK Dukla Banská Bystrica, FC ViOn Zlaté Moravce a DAC Dunajská Streda.